# Ippon.TV
Ippon.TV(いっぽん　てぃーびー)は国際柔道連盟がインターネット上で配信していた柔道大会のライブ放送。以前はJudo.TVという名称だったが、2011年8月から現在の名称に変った。

## 概要
2009年のIJFグランプリシリーズ導入に伴い、世界選手権、ワールドマスターズ、グランドスラム、グランプリ、ワールドカップ、世界ジュニア等の主要な大会がインターネットでライブ中継されるようになった。2012年からはYouTube内に設けられたIJFの公式チャンネルからも視聴できるようになった。実況は英語でなされる。

## 出演者
- シェルドン・フランコ＝ロックス（IJFメディアチーム及びEJUライブストリーミング部門所属　イギリス出身）

EJUが配信するヨーロッパ開催でのワールドカップでは、他の男性アナウンサーが実況を担当する場合もある（ワールドカップ・ブダペスト、ワールドカップ・ワルシャワ等）。さらに、大会によっては元52kg級世界チャンピオンであるイギリスのロレッタ・キューザックが実況を担当する場合もある（ワールドカップ・ブカレスト、ワールドカップ・リスボン等）。
2010年の後半からはシェルドン・フランコ＝ロックスと同伴する格好で、女性の実況としてアテネオリンピック及び大阪世界選手権で3位になったことのある、ドイツのアネット・ベームが加わることになった。しかし、2011年8月の世界選手権以降は実況に加わっていない。2013年秋から実況に復帰した。その後は、元世界チャンピオンであるイギリスのニール・アダムスやジョージアのエステル・スタムも実況を担当するようになった。
ゲスト解説としてその大会に出場した選手が登場することも少なくない。例えばグランドスラム・リオデジャネイロ2010の初日では、63kg級の2回戦で上野順恵に敗れたブラジルのカミラ・ミナカワが準決勝以降のゲスト解説を務めた。2日目の予選ラウンドでは何人もの選手がゲストとして呼ばれ、特に78kg級の緒方亜香里とドイツのルイーゼ・マルツァンとの対戦では姉のクラウディア・マルツァンがゲストとして加わり、また、準決勝以降は前日52kg級の決勝で中村美里に敗れたルクセンブルクのマリー・ミュラーがゲストとして登場した。

## 外部サイト
- Ippon.TV